# Jesienny bal
Jesienny bal (est. Sügisball) – estoński dramat filmowy z 2007 roku w reżyserii Veiko Õunpuu, dla którego był to pełnometrażowy debiut fabularny. Adaptacja powieści pod tym samym tytułem autorstwa Matiego Unta.
Obraz miał swoją światową premierę w ramach sekcji „Horyzonty” na 64. MFF w Wenecji, gdzie zdobył nagrodę główną.

## Fabuła
Film opowiada o życiu sześciorga mieszkańców wieżowca w Tallinnie, które przesiąknięte jest poczuciem samotności i wyalienowania. Młody pisarz Mati wystaje pod oknem swojej byłej żony i bez powodzenia próbuje nawiązać kontakt z innymi kobietami. Augusti to prowadzący smutne życie fryzjer, którego sympatia względem małej dziewczynki zostaje błędnie odczytana przez otoczenie. Samotna matka Laura odrzuca zaloty mężczyzn, gdyż po traumatycznym związku z alkoholikiem ciężko jej komukolwiek zaufać. Architekt Maurer zastanawia się nad dobrem ludzkości, podczas gdy jego zaniedbywana żona Ulvi szuka pocieszenia w ramionach szatniarza Theo. Kobiety lgną do Theo, ale nie traktują go poważnie ze względu na jego niewysoki status społeczny.

## Obsada
- Rain Tolk – Mati
- Taavi Eelmaa – Theo
- Tiina Tauraite – Ulvi
- Maarja Jakobson – Laura
- Mirtel Pohla – Jaana
- Sulevi Peltola – Augusti Kask
- Iris Persson – córka Laury
- Juhan Ulfsak – Maurer
- Ivo Uukkivi – były mąż Laury
- Katariina Unt – kobieta na konferencji
- Paul Laasik – mężczyzna naprawiający telewizory[1]

## Produkcja
Zdjęcia do filmu kręcono w Tallinnie.